# Certonotus rufescens
Certonotus rufescens là một loài tò vò trong họ Ichneumonidae.